# Partei Reformen und Ordnung
Die Partei Reformen und Ordnung (ukrainisch Партия Реформи і порядок Partija Reformy i Porjadok, kurz: PRP) ist eine rechtsliberale politische Partei in der Ukraine. Sie ist im Ukrainischen Parlament durch ihre Mitgliedschaft im Block Julia Timoschenko vertreten.

## Geschichte
Die Partei gehörte bereits 2001 zum Bündnis Unsere Ukraine von Wiktor Juschtschenko. 2005 wurde der Parteivorsitzende Wiktor Pynsenyk Finanzminister in der Regierung von Julija Tymoschenko. Daraufhin trat die PRP aus dem Block Unsere Ukraine aus und bildete vorübergehend eine eigene Fraktion. Sie scheiterte aber 2006 in einem liberalen Bündnis gemeinsam mit der Partei PORA von Wladimir Klitschko an ukrainischen 3-%-Hürde. Daraufhin trat die Partei dem Bündnis Block Julia Timoschenko unter der Führung der gleichnamigen Politikerin bei und beteiligt sich in diesen an der Parlamentswahl 2007. Dieser Umentscheidung ging eine innerparteiliche Auseinandersetzung voraus, da ein Teil der Abgeordneten zunächst wieder mit dem Block Unsere Ukraine antreten wollte. Der damalige Parteivorsitzende Wiktor Pynsenyk war gleichzeitig Finanzminister der Ukraine. 2012 traten die Kandidaten der Partei auf der Liste der Allukrainischen Vereinigung Vaterland an, der führenden Kraft des vormaligen Blocks Timoschenko.

## Inhaltliche Ausrichtung und Bedeutung
Die Partei Reformen und Ordnung steht für eine Westorientierung der Ukraine und für eine Vormachtstellung des Landes in Osteuropa. Die faktische Bedeutung der Partei resultiert vor allem aus der Zusammenarbeit mit der Allukrainischen Vereinigung Vaterland und aus der Person des Vorsitzenden, der bereits in mehreren ukrainischen Regierungen Ministerposten innehatte. Die Partei tritt weiter für Privatisierungen und eine Staatsform nach westlichem Muster ein.

## Bedeutende Persönlichkeiten
- Wiktor Pynsenyk – Parteivorsitzender und Finanzminister der Ukraine

## Weblink
- http://prp.org.ua – offizielle Homepage der Partei Reformen und Ordnung